# (33) Polyhymnia
(33) Polyhymnia ist ein Asteroid des äußeren Hauptgürtels, der am 28. Oktober 1854 vom französischen Astronomen Jean Chacornac an der Pariser Sternwarte entdeckt wurde.
Der Asteroid wurde benannt nach Polyhymnia, der Muse des Gesangs und der Hymnendichtung. Die Benennung erfolgte durch den französischen Astronomen Urbain Le Verrier.

## Wissenschaftliche Auswertung
Radarastronomische Untersuchungen am Arecibo-Observatorium vom 2. bis 6. Oktober 1985 bei 2,38 GHz ergaben für (33) Polyhymnia einen effektiven Durchmesser von 62 ± 11 km. Eine Auswertung von Beobachtungen durch das Projekt NEOWISE im nahen Infrarot führte 2012 für (33) Polyhymnia zu vorläufigen Werten für den Durchmesser und die Albedo im sichtbaren Bereich von 52,9 km bzw. 0,24. Nach der Reaktivierung von NEOWISE im Jahr 2013 und Registrierung neuer Daten wurden die Werte 2015 zunächst mit 48,8 km bzw. 0,25 angegeben und dann 2016 korrigiert zu 54,4 km bzw. 0,23, diese Angaben beinhalten aber alle hohe Unsicherheiten.
Eine spektroskopische Untersuchung von 820 Asteroiden zwischen November 1996 und September 2001 am La-Silla-Observatorium in Chile ergab für (33) Polyhymnia eine taxonomische Klassifizierung als S-Typ.
Photometrische Beobachtungen von (33) Polyhymnia fanden erstmals statt im Rahmen einer internationalen Kampagne vom 15. August bis 14. September 1980 an drei Sternwarten: Dem Table Mountain Observatory in Kalifornien, dem La-Silla-Observatorium sowie dem Osservatorio Astrofisico di Catania in Italien. Aus der in zwölf Beobachtungsnächten aufgezeichneten Lichtkurve wurde für den Asteroiden eine Rotationsperiode von 18,601 h abgeleitet.
Um mehr Daten für die Berechnung eines Gestaltmodells zu liefern, erfolgten weitere Beobachtungen vom 1. bis 29. April 2008 am Organ Mesa Observatory in New Mexico. Auch hier wurde in Übereinstimmung mit dem früheren Ergebnis eine Rotationsperiode von 18,609 h bestimmt. Neue Beobachtungen am gleichen Ort vom 9. bis 24. Januar 2011 wiesen zwar auch auf eine Periode von etwa 18,6 Stunden hin, aber eine halb so lange Periode lag auch im Bereich des Möglichen. Es erfolgten daher weitere Messungen vom 11. bis 23. Februar 2011 und aus der Auswertung beider Datensätze konnte jetzt die kurze Periode sicher ausgeschlossen werden. Aus beiden Messungen wurde wieder eine Rotationsperiode von 18,608 h bestimmt. Auch eine photometrische Beobachtung vom 14. bis 24. März 2012 am Bigmuskie Observatory in Italien erbrachte in der Auswertung zusammen mit einer weiteren Messung am Organ Mesa Observatory vom 11. März eine Rotationsperiode von 18,604 h.
Aus archivierten Daten des Asteroid Terrestrial-impact Last Alert System (ATLAS) aus dem Zeitraum 2015 bis 2018 wurden dann in einer Untersuchung von 2020 mit der Methode der konvexen Inversion für ein dreidimensionales Gestaltmodell des Asteroiden zwei alternative Positionen für die Rotationsachse mit einer retrograden Rotation sowie eine Periode von 18,6092 h bestimmt.
Zwei neue Beobachtungskampagnen am Organ Mesa Observatory vom 10. April bis 17. Mai 2018 sowie vom 13. August bis 19. September 2019 führten zu Rotationsperioden von 18,610 bzw. 18,602 h. Aus den archivierten Beobachtungsdaten der Jahre 2008 bis 2019 wurde dann in einer weiteren Untersuchung von 2020 mit der Methode der konvexen Inversion ein dreidimensionales Gestaltmodell des Asteroiden erstellt. Dazu wurden auch zwei alternative Lösungen für die Position der Rotationsachse mit retrograder Rotation und eine Periode von 18,6089 h errechnet.
Aus archivierten Daten des Asteroid Terrestrial-impact Last Alert System (ATLAS) aus dem Zeitraum 2015 bis 2018 konnte in einer Untersuchung von 2022 mit der Methode der konvexen Inversion eine Rotationsperiode von 18,6091 h berechnet werden. Im Jahr 2023 wurde aus photometrischen Messungen von Gaia DR3 erneut ein dreidimensionales Gestaltmodell des Asteroiden für zwei alternative Rotationsachsen mit retrograder Rotation und einer Periode von 18,6088 h berechnet.
Abschätzungen von Masse und Dichte für den Asteroiden (33) Polyhymnia aufgrund von gravitativen Beeinflussungen auf Testkörper hatten in einer Untersuchung von 2012 wegen einer aus der Massenbestimmung folgenden extrem hohen Dichte zu keinen für sinnvoll erachteten Ergebnissen geführt. Unter der Annahme, dass die errechnete Dichte von 75 g/cm³ real ist, haben Forscher in einer Untersuchung von 2023 spekuliert, dass (33) Polyhymnia ein Kompaktes Ultradichtes Objekt (CUDO) ist, das möglicherweise aus hochdichten superschweren Elementen mit einer Ordnungszahl von etwa 164 besteht. Eine neue Untersuchung von 2024 schlug dagegen ein alternatives Modell vor, wonach (33) Polyhymnia ein Asteroid aus massiver Dunkler Materie (DM) in einem entarteten Zustand sein und dass es in unserem Sonnensystem viele solcher Asteroiden geben könnte.